# 克尔恩-赖西克
克尔恩-赖西克是德国石勒苏益格－荷尔斯泰因州的一个市镇。总面积6.77平方公里，总人口2857人，其中男性1410人，女性1447人（2011年12月31日），人口密度每平方公里422人。